# Улрих II (Ваймар)
Улрих II (на немски: Ulrich II, Udalrich II, Ulrich, Odalric, Oudalricus, † 13 май 1112) от род Ваймар-Орламюнде е граф на Ваймар (1070 – 1112) и маркграф на Истрия от 1098 до ок. 1107 г. и на Крайна от 1098 г. до смъртта си. Той е последният граф на Ваймар и Орламюнде от Ваймерската линия.

## Биография
Той е син на Улрих I († 1070) и София Унгарска († 1095), дъщеря на унгарския крал Бела I († 1063) от династията Арпади. Брат е на Попо II (1065 – 1098).
След смъртта на баща му през 1070 г. роднината му граф Маркварт IV фон Епенщайн поема опекунството за Улрих II.
Улрих II се жени 1102 г. за Аделхайд († 1146) от род Лудовинги, дъщеря на Лудвиг Скачащия (1042 – 1123), граф на Шауенбург в Тюрингия и я изгонва заради изневяра. Той няма деца.
Право на наследството има пфалцграф Зигфрид фон Баленщет от род Аскани, син на граф Адалберт II фон Баленщет и пфалцграфиня Аделхайд фон Ваймар-Орламюнде († 28 март 1100), дъщеря и наследничка на граф Ото фон Ваймар († 1067). 